# Tirà becplaner sulfuri
El tirà becplaner sulfuri (Tolmomyias sulphurescens) és un ocell de la família dels tirànids (Tyrannidae).

## Hàbitat i distribució
Habita el bosc obert, clars i el bosc de rivera de les terres baixes des de Mèxic al nord i sud-est d'Oaxaca, centre de Veracruz i la Península de Yucatán, cap al sud a Panamà i des de Colòmbia, Veneçuela, Trinitat i Guaiana, cap al sud, per l'oest dels Andes, fins al nord-oest del Perú i, localment fins al nord de l'Argentina i sud del Brasil.